# Kalkung

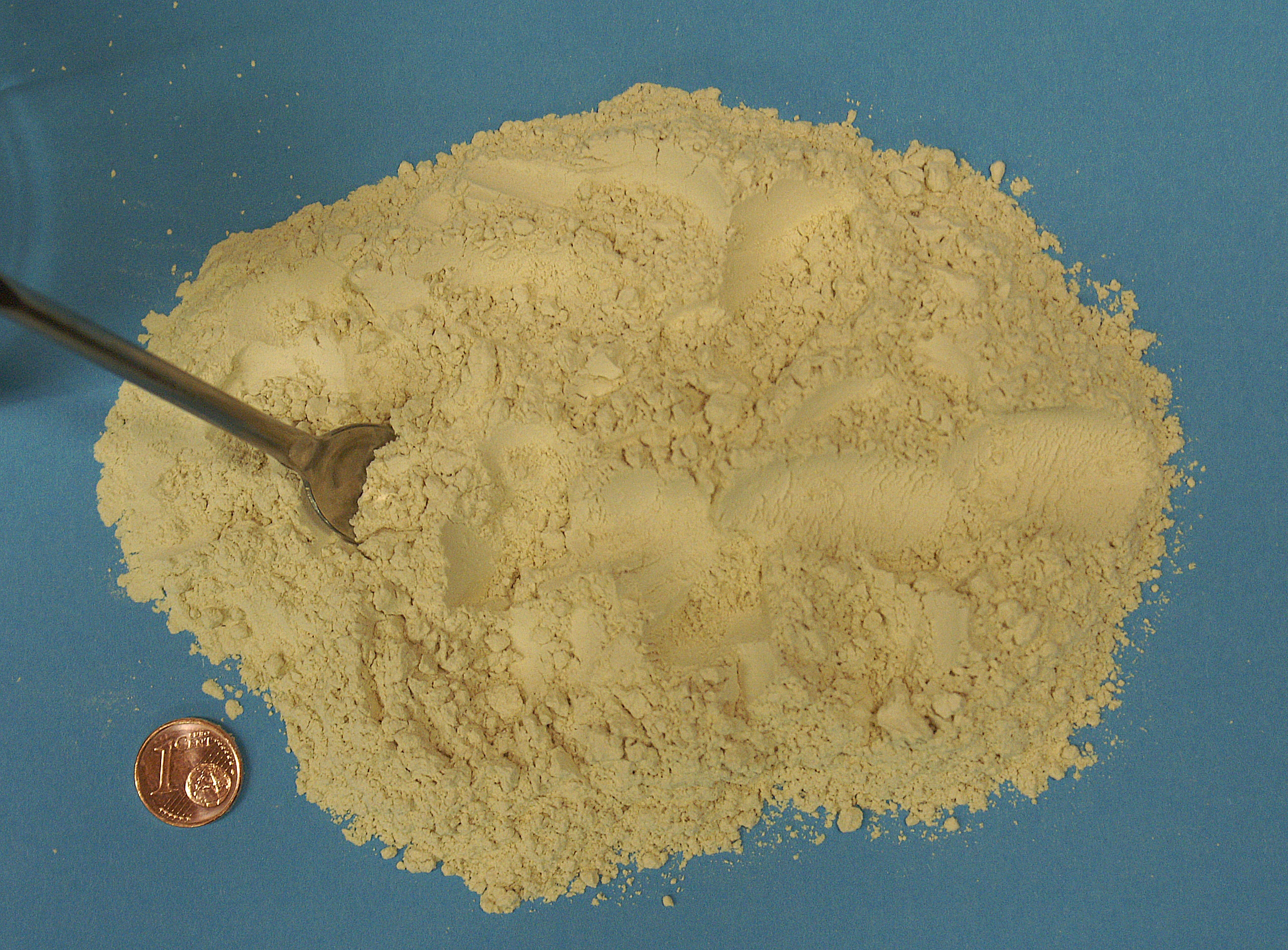
Kohlensaurer Kalk aus natürlichem Abbau hat eine langsame und nachhaltige Wirkung im Boden und ist für die Bodenorganismen besonders gut verträglich. Die Probe enthält 90 % Calciumcarbonat und 2 % Magnesiumcarbonat

Unter Kalkung oder auch Kalkdüngung versteht man die Ausbringung von Kalksteinmehl (Calciumcarbonat CaCO3 bzw. kohlensaurer Kalk) oder seltener auch Branntkalk (Calciumoxid CaO), um die Säuren im Boden zu neutralisieren und den pH-Wert des Bodens zu erhöhen. Kalkungen werden durchgeführt, um einer Bodenversauerung entgegenzuwirken (Alkalisierung) und um die Bodenfruchtbarkeit zu erhalten oder zu verbessern.
Um massive Waldbodenversauerungen einzudämmen beziehungsweise zu kompensieren, werden etwa seit 1980 Bodenschutzkalkungen in deutschen Wäldern durchgeführt. In der Regel wird die Waldkalkung heute mit Hubschraubern durchgeführt, da sie den Kalk gezielt und sehr gleichmäßig über dem Wald verteilen können. Für die verschiedenen Standorte muss geprüft und abgewogen werden, ob eine Kalkung durchgeführt werden sollte oder nicht. Für die Waldkalkung werden üblicherweise kohlensaure Magnesiumkalke mit mehr als 15 % Magnesiumgehalt verwendet, um neben der pH-Wert-Verbesserung auch die Magnesiumversorgung und Basensättigung zu erhöhen. Meistens werden drei Tonnen Kalk je Hektar ausgebracht. Dies reicht im Mittel aus, um die Säureanreicherung von etwa zehn Jahren zu kompensieren.

## Kalkdünger

Marktbedeutung der Kalkdünger in Deutschland

Kalkdünger wie beispielsweise kohlensaurer Kalk, Branntkalk, Löschkalk, Konvertkalk, Carbokalk oder andere Rückstandskalke dienen neben der Anhebung des pH-Wertes auch zur Verbesserung der Bodenstruktur und zur Versorgung der Pflanzen mit Calcium und teilweise auch Magnesium. Sie werden oft auch als Düngekalk bezeichnet.
Naturkalke (Ca-Carbonate) werden aus natürlichen Lagerstätten abgebaut und vermahlen. Kalkgestein (z. B. Kreide, Kalkmergel, Mergel, Dolomit) ist weit verbreitet und wird seit Jahrhunderten zur Verbesserung der Bodenfruchtbarkeit in der Landwirtschaft eingesetzt. Neben den Naturkalken gibt es Industriekalke sowie kalkhaltige Stickstoffdünger (Kalkammonsalpeter, Kalkstickstoff, Kalksalpeter) und Phosphatdünger (Superphosphate), die Calcium enthalten.
Kalkdüngung sorgt für CO2-Emissionen und ist daher klimarelevant, jedoch sind die Emissionen mit ca. 1 Mio. Tonnen pro Jahr für Deutschland im Vergleich zur Gesamtemission (ca. 900 Mio. t/a) gering.

## Kalkbedarf und pH-Bereich

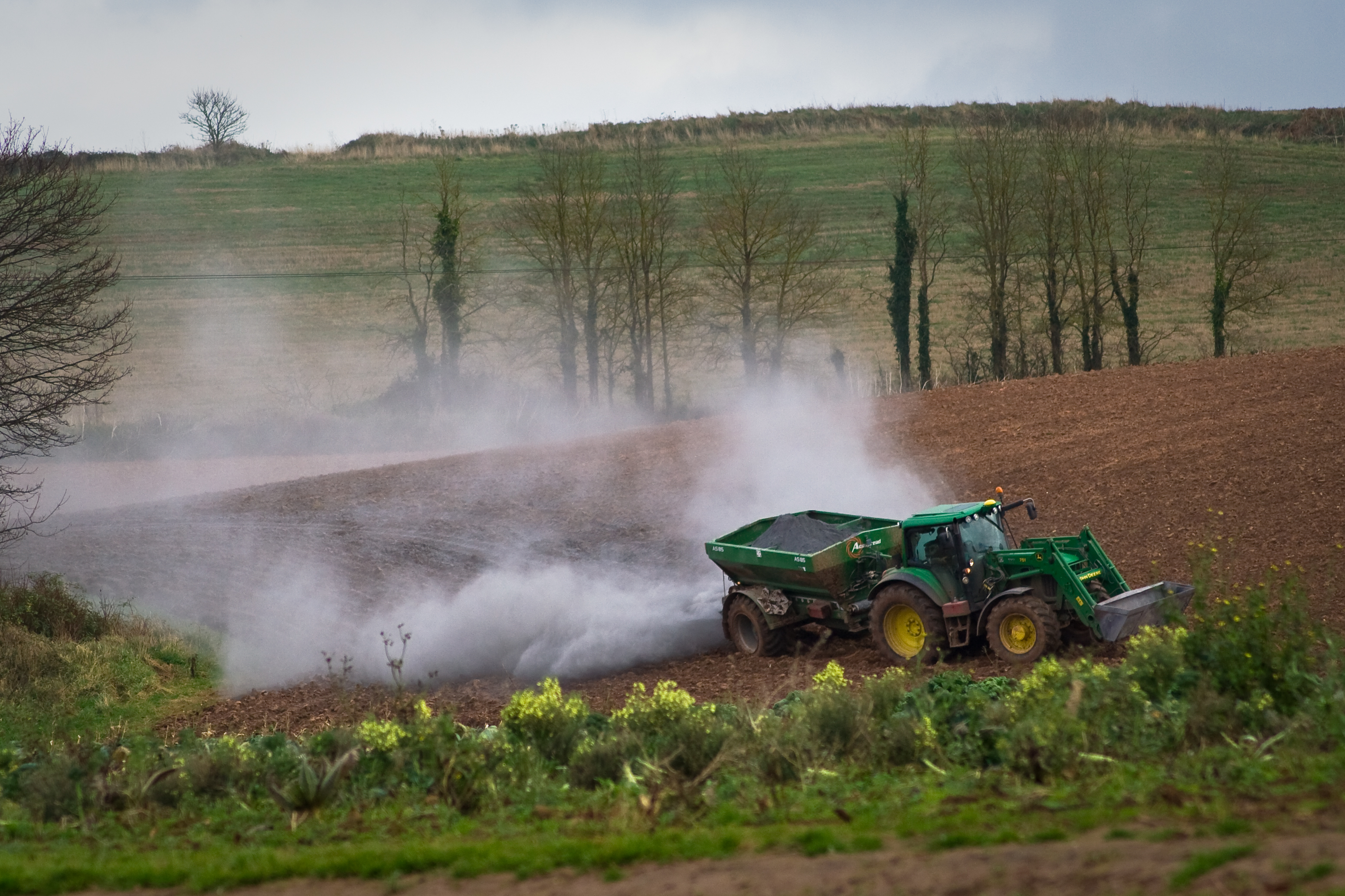
Kalkung eines Ackers in Devon

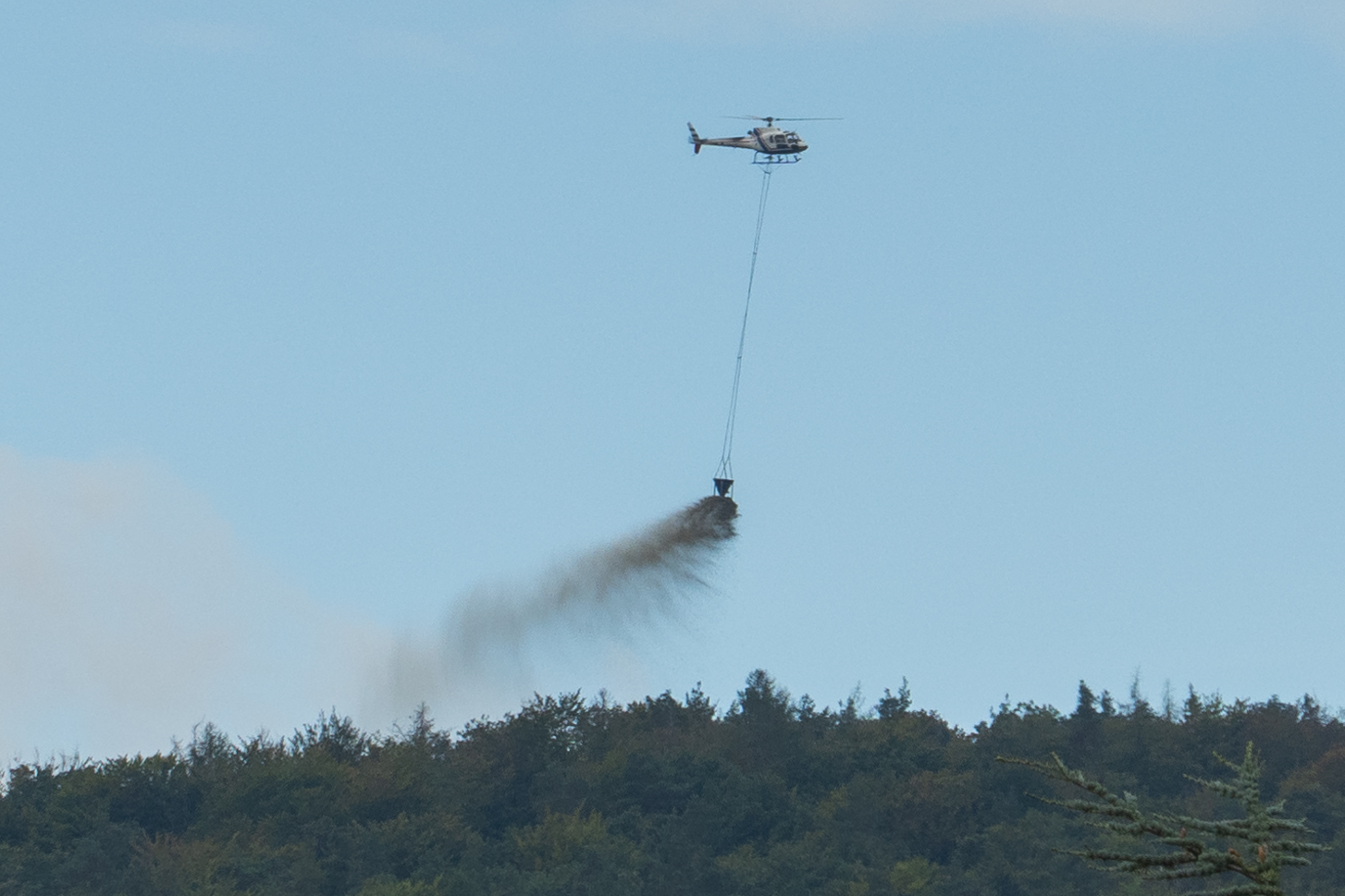
Kalkung eines Waldes mit einem Hubschrauber im Rems-Murr-Kreis

Die richtige Dosierung der Kalkdüngung erfordert eine Bodenanalyse und eine Zielgröße für die anzustrebende Bodenreaktion (Boden-pH). Bei leichten Böden wird ein etwas niedrigerer pH-Wert (5,0 bis 6,0) angestrebt, als bei schweren Böden (5,5 bis 7,0). Einige Pflanzen sind an bestimmte Säurebereiche so eng angepasst, dass sie als Indikatoren für den aktuell vorhandenen pH-Wert dienen können. Der Kalkbedarf von Acker- und Grünlandböden ist mit Hilfe von zahlreichen, langjährigen Feldversuchen ermittelt worden und in einem Standpunkt des VDLUFA differenziert nach Bodenarten, Humusgehalt zusammengefasst.
Nach dem Einsatzzweck werden die Gesundungskalkung zur Deckung von Nachholbedarf und die Erhaltungskalkung unterschieden. Je nach Pufferkapazität des Bodens werden schnellwirkende Kalkformen wie Branntkalk CaO oder Löschkalk Ca(OH)2 für schwere Böden bevorzugt, während auf leichteren Böden Mischkalk, kohlensaurer Kalk oder Konverterkalk verwendet wird, um eine nachhaltige Kalkung zu erreichen.
Bei der Einstellung eines bodenspezifisch optimalen pH-Bereiches sind weniger die direkten Auswirkungen der H+-Ionen maßgebend, als die Verfügbarkeit von Nährstoffen für die Kulturpflanzen und die Struktureigenschaften des Bodens bei dem jeweiligen pH-Wert. Bei stark sauren Böden sind neben dem Kalzium auch Magnesium, Kalium, Phosphor und Molybdän durch Auswaschung (Verarmung) oder Festlegung deutlich weniger pflanzenverfügbar. Ab einem Wert pH < 3,5 wirken sich die H+- und Al3+-Ionen giftig auf das Wurzelwachstum und auf viele Mikroorganismen im Boden aus.
Bei einer Überkalkung bei pH-Werten über 8,0 werden dagegen Eisen, Mangan und Bor festgelegt. Ab einem Wert pH > 9 kann eine OH−-Toxizität als Primärschaden auftreten.